# Yale (Illinois)
Yale és una població dels Estats Units a l'estat d'Illinois. Segons el cens del 2000 tenia 97 habitants.

## Demografia
Segons el cens del 2000, Yale tenia 97 habitants, 37 habitatges, i 26 famílies. La densitat de població era de 65,7 habitants/km².
Dels 37 habitatges en un 40,5% hi vivien nens de menys de 18 anys, en un 59,5% hi vivien parelles casades, en un 8,1% dones solteres, i en un 29,7% no eren unitats familiars. En el 27% dels habitatges hi vivien persones soles el 16,2% de les quals corresponia a persones de 65 anys o més que vivien soles. El nombre mitjà de persones vivint en cada habitatge era de 2,62 i el nombre mitjà de persones que vivien en cada família era de 3,15.
Per edats la població es repartia de la següent manera: un 28,9% tenia menys de 18 anys, un 7,2% entre 18 i 24, un 28,9% entre 25 i 44, un 20,6% de 45 a 60 i un 14,4% 65 anys o més.
L'edat mediana era de 36 anys. Per cada 100 dones de 18 o més anys hi havia 86,5 homes.
La renda mediana per habitatge era de 21.136 $ i la renda mediana per família de 21.250 $. Els homes tenien una renda mediana de 27.917 $ mentre que les dones 16.250 $. La renda per capita de la població era de 18.199 $. Aproximadament el 24% de les famílies i el 29,1% de la població estaven per davall del llindar de pobresa.

## Poblacions més properes
El següent diagrama mostra les poblacions més properes.